# 园田康博
园田康博（日语：／，1967年6月9日—），日本政治人物。
出生于岐阜县岐阜市，本科生和研究生就读于日本大学，研究生就读于庆应义塾大学。在1998年和2000年竞选失败后，于2003年首次当选众议院议员。
2010年9月，担任菅直人内阁的内阁府大臣政务官，其任内因在一次新闻发布会上喝了一杯从受放射性污染的福岛第一核电站反应堆建筑物下的水坑里收集的水来证明所安装的净化程序的安全性而闻名于世。2012年10月，担任野田内阁的环境副大臣兼内阁府副大臣。
2014年12月14日，他从岐阜第三区参加第47届众议院大选，但再次失败，并于2015年6月13日宣布退出政坛。
2018年3月，出任ACD（由全日空航空投资的跨境电商平台）代表取締役，于2020年3月14日卸任，转职到ACD子公司ウィーサーチ（WeSearch）。任职期间曾接受过区块链媒体采访。

## 在中国大陆传播的假新闻
2023年9月2日，园田康博接受了共同社采访。他曾在2011年10月的记者招待会上喝下了福岛第一核电站过滤排出的处理水，但关于他因癌症死亡的谣言在中国的互联网上出现。园田康博在9月2日的采访中否定了谣言。对于该谣言，他在采访中表示了对经历了震灾的人和福岛县的人的道歉。還有謠言聲稱此消息為帛琉政府部門發布，但該謠言不但弄錯單位職稱，帛琉政府也從未發布過類似消息。